# Waldkirchen am Wesen
Waldkirchen am Wesen è un comune austriaco di 1 197 abitanti nel distretto di Schärding, in Alta Austria.